# Скот Поллард
Скот Л. Поллард (англ. Scot L. Pollard, нар. 12 лютого 1975, Марі, Юта, США) — американський професіональний баскетболіст, що грав на позиціях важкого форварда і центрового за низку команд НБА. Чемпіон НБА 2008 року.

## Ігрова кар'єра
Починав грати в баскетбол у команді Старшої школи Торі Пайнс (Сан-Дієго, Каліфорнія), а випускний рік провів у Старшій школі Кам'якіна (Кенневік, Вашингтон). 1993 року був визнаний Всеамериканським спортсменом. На університетському рівні грав за команду Канзас (1993–1997). 
1997 року був обраний у першому раунді драфту НБА під загальним 19-м номером командою «Детройт Пістонс». У своєму дебютному сезоні набирав 2,7 очка та 2,2 підбирання за гру.
З 1999 по 2003 рік грав у складі «Сакраменто Кінґс». У Сакраменто виступав резервним центровим Владе Діваца, а також підмінював Кріса Веббера на позиції важкого форварда, коли той був травмований.
2003 року перейшов до команди «Індіана Пейсерз», у складі якої провів наступні 3 сезони своєї кар'єри. Протягом часу проведеного в «Індіані» набирав 3,2 очка та 3,4 підбирання за гру.
Наступною командою в кар'єрі гравця була «Клівленд Кавальєрс», за яку він відіграв один сезон. Разом з командою дійшов до фіналу НБА, де перемогли «Сан-Антоніо Сперс».
Останньою ж командою в кар'єрі гравця стала «Бостон Селтікс», до складу якої він приєднався 2007 року і за яку відіграв один сезон. У складі «Бостона» став чемпіоном НБА, не зігравши жодного матчу у плей-оф.

## Статистика виступів в НБА
| † | Позначає сезон, в якому Скот Поллард ставав чемпіоном НБА |

### Регулярний сезон
| Сезон             | Команда              | GP  | GS | MPG  | FG%  | 3P%  | FT%  | RPG | APG | SPG | BPG | PPG |
| ----------------- | -------------------- | --- | -- | ---- | ---- | ---- | ---- | --- | --- | --- | --- | --- |
| 1997–98           | «Детройт Пістонс»    | 33  | 0  | 9.6  | .500 | .000 | .826 | 2.2 | .3  | .2  | .3  | 2.7 |
| 1998–99           | «Сакраменто Кінґс»   | 16  | 5  | 16.2 | .541 | .000 | .696 | 5.1 | .3  | .5  | 1.1 | 5.1 |
| 1999–00           | «Сакраменто Кінґс»   | 76  | 5  | 17.6 | .527 | .000 | .717 | 5.3 | .6  | .7  | .8  | 5.4 |
| 2000–01           | «Сакраменто Кінґс»   | 77  | 8  | 21.5 | .468 | .000 | .749 | 6.0 | .6  | .6  | 1.3 | 6.5 |
| 2001–02           | «Сакраменто Кінґс»   | 80  | 29 | 23.5 | .550 | .000 | .693 | 7.1 | .7  | .9  | 1.0 | 6.4 |
| 2002–03           | «Сакраменто Кінґс»   | 23  | 0  | 14.1 | .460 | .000 | .605 | 4.6 | .3  | .6  | .7  | 4.5 |
| 2003–04           | «Індіана Пейсерз»    | 61  | 3  | 11.1 | .412 | .000 | .571 | 2.7 | .2  | .4  | .4  | 1.7 |
| 2004–05           | «Індіана Пейсерз»    | 49  | 17 | 17.7 | .473 | .000 | .673 | 4.2 | .4  | .6  | .5  | 3.9 |
| 2005–06           | «Індіана Пейсерз»    | 45  | 32 | 17.1 | .455 | .000 | .763 | 4.8 | .5  | .8  | .4  | 3.8 |
| 2006–07           | «Клівленд Кавальєрс» | 24  | 0  | 4.5  | .423 | .000 | .500 | 1.3 | .1  | .2  | .0  | 1.0 |
| 2007–08†          | «Бостон Селтікс»     | 22  | 0  | 7.9  | .522 | .000 | .682 | 1.7 | .1  | .1  | .3  | 1.8 |
| Усього за кар'єру |                      | 506 | 99 | 16.5 | .494 | .000 | .709 | 4.6 | .4  | .6  | .7  | 4.4 |

### Плей-оф
| Сезон             | Команда              | GP | GS | MPG  | FG%  | 3P%  | FT%  | RPG | APG | SPG | BPG | PPG |
| ----------------- | -------------------- | -- | -- | ---- | ---- | ---- | ---- | --- | --- | --- | --- | --- |
| 1999              | «Сакраменто Кінґс»   | 5  | 0  | 14.8 | .667 | .000 | .600 | 2.2 | .2  | .8  | 1.2 | 3.0 |
| 2000              | «Сакраменто Кінґс»   | 5  | 0  | 14.0 | .563 | .000 | .333 | 3.2 | .2  | .4  | .2  | 4.0 |
| 2001              | «Сакраменто Кінґс»   | 8  | 0  | 17.6 | .633 | .000 | .588 | 6.9 | .3  | .1  | .9  | 6.0 |
| 2002              | «Сакраменто Кінґс»   | 15 | 0  | 12.9 | .525 | .000 | .667 | 3.5 | .2  | .5  | .3  | 3.3 |
| 2003              | «Сакраменто Кінґс»   | 8  | 0  | 11.4 | .292 | .000 | .769 | 3.8 | .3  | .1  | .9  | 3.0 |
| 2004              | «Індіана Пейсерз»    | 3  | 0  | 4.3  | .000 | .000 | .500 | 1.3 | .0  | .3  | .0  | .7  |
| 2005              | «Індіана Пейсерз»    | 9  | 0  | 7.4  | .400 | .000 | .500 | 1.2 | .1  | .1  | .0  | 1.4 |
| 2006              | «Індіана Пейсерз»    | 4  | 0  | 3.8  | .000 | .000 | .000 | 1.3 | .0  | .3  | .0  | .0  |
| 2007              | «Клівленд Кавальєрс» | 3  | 0  | 1.0  | .000 | .000 | .000 | .0  | .0  | .0  | .0  | .0  |
| Усього за кар'єру |                      | 60 | 0  | 11.1 | .496 | .000 | .610 | 3.1 | .2  | .3  | .4  | 2.9 |